# رود پلیوا
پلیوا (به زبان سیریلیک صربی: Плива) رودخانه نسبتاً کوچکی در بخش‌های مرکزی بوسنی و هرزگوین است، با این حال یکی از مهمترین آنها از نظر میراث طبیعی، فرهنگی و تاریخی و ارزش به عنوان یک پدیده نادر طبیعی است. برای صدها سال این منطقه با شهر یایسه به عنوان مقر دائمی آخرین پادشاهان پادشاهی بوسنی بوده‌است.
کل منطقه یایسه از نظر میراث طبیعی غنی است که نمی‌توان آن را جدا از میراث ساخته شده مشاهده کرد. در یایسه، این دو جزء نزدیک به هم آمیخته شده‌اند.